# Michael Frost
Michael Frost  (* 1967) ist ein deutscher Pädagoge, Kommunalpolitiker und Dezernent. 

## Biografie
Frost studierte Politikwissenschaften. 2005 schloss er das Referendariat für das Lehramt in den Fächern Deutsch, Deutsch als Zweitsprache und Politik ab und wechselte in den Schuldienst der Stadt Bremerhaven. Von Februar 2008 bis zum Wechsel in den Magistrat 2012 hat Frost die Oberschule am Ernst-Reuter-Platz in Bremerhaven-Lehe geleitet. 

## Politik
Frost war von 1987 bis 1999 Mitglied der Bremerhavener Stadtverordnetenversammlung und von 1992 bis 2003 hauptamtlicher Geschäftsführer der Stadtverordnetenfraktion Bündnis 90/Die Grünen. 
Er wurde ab 1. November 2012 zunächst für 6 Jahre zum hauptamtlichen Schul- und Kulturdezernenten in Bremerhaven gewählt. 2018 wurde er für weitere sechs Jahre im Amt bestätigt. Ihm unterstanden folgende Einrichtungen: Historisches Museum Bremerhaven, Morgenstern-Museum, Kulturamt, Schulamt, Stadtarchiv, Stadtbibliothek, Theater und Orchester sowie die Volkshochschule.
Im September 2019 wurde ihm zusätzlich die Zuständigkeit für das Amt für Jugend, Familie und Frauen sowie für das Helene-Kaisen-Haus übertragen. Frost kündigte im Juni 2023 an, sein Amt zum Ende des Ernennungszeitraums am 31. Oktober 2024 niederzulegen.
Nach seinem Parteiaustritt 2015 ist er parteilos, wird aber von der SPD unterstützt.
Michael Frost war als Vertreter des Landes Bremen Mitglied im Schul- und Bildungsausschuss des Deutschen Städtetages. Er war Vorsitzender der Aufsichtsräte des Theaters im Fischereihafen, der Zoo am Meer GmbH, des Arbeitsförderungszentrums und der Berufliche Bildung Bremerhaven GmbH.